# 多加特
多加特（Doghat），是印度北方邦Baghpat县的一个城镇。总人口13261（2001年）。

## 人口
该地2001年总人口13261人，其中男性7156人，女性6105人；0—6岁人口2122人，其中男1183人，女939人；识字率56.65%，其中男性为67.19%，女性为44.31%。